# 上蒜山スキー場
上蒜山スキー場（かみひるぜんスキーじょう）は、岡山県北部の真庭市蒜山にあった真庭市のスキー場。上蒜山の南西斜面に位置する。2016年に閉鎖された。

## 概要
米子道の蒜山インターより約4分と非常に交通アクセスのよいスキー場であった。休暇村蒜山高原が運営しており、ナイター営業は実施していなかった。最大斜度18度、平均斜度14度という緩斜面で、初心者・中級者向けのスキー場であった。全面スノーボード滑走可。小規模なスキー場であったが、上蒜山スキースクールやレンタルスキー、レンタルスノーボードも営業されていた。奥大山休暇村が運営する鏡ヶ成スキー場（1997年開設）とはリフト券が共通であり、鏡ヶ成スキー場との間にはシャトルバスが運行されていた。オフシーズンは隣接する百合原牧場の放牧地として利用される。ゲレンデはフラットなので積雪20cmで営業することが出来た。スノーシューで探索するネイチャーコースも設定されレンタルスノーシューによる雪上散歩も楽しめた。1995年のシーズンは2万3000人が来場した。駐車場からゲレンデまでは緩斜面の道路があり、利用者はその道路を歩いて登る必要があった。

## リフト更新
1996年、新型のリフトに更新された。1996年12月12日に完成式が開催され地元の真庭郡八束および川上両村の約70人が出席した。完成式当日の積雪は10cmしかなく参加者は新リフトに背広で乗って完成を祝った。リフトの更新の費用は約1億円とされた。新しいリフトは、上部へ160m延長して全長570mになり、標高差は96mで、1時間にこれまでの2倍の1200人を運ぶことが出来た。リフトがゲレンデ中央に移動したことによりゲレンデは左右に分割され、北側のゲレンデはスノーボードが優先とされた。南側のゲレンデは初心者コースとされ、敷地のもっとも南側には「ちびっこ広場」が設けられていた。1996年はリフトの更新により来場者4万人を目指すとされた。当時のリフトの1日券は3500百円。12月27日までに滑れた場合は2500円に割り引く、蒜山国民休暇村の平日宿泊客は1日料金で2日間リフトに乗れるなどの割引もあった。106個のリフトのシートはオフシーズン中はロッジに保管されており、シーズン前の11月にトラックで運びだして直径2.8センチの鋼索に固定した。全てのシートを取り付けた後に、120kgの鉄のおもりを座席に置いてブレーキのテストを行っていた。シーズンが終了すると3月下旬に鋼索からシートを撤去した。

## 雪不足
2006年シーズンは雪不足のため営業できたのは僅か18日間だけであった。この頃は例年1万3000人前後の来場者があったが、2006年シーズンは約2700人に留まった。最後のシーズンとなった2015-2016年シーズンも年末を過ぎても積雪がなく、降雪によってスキー場を運営できたのは2016年1月20日になってからであった。

## 閉鎖

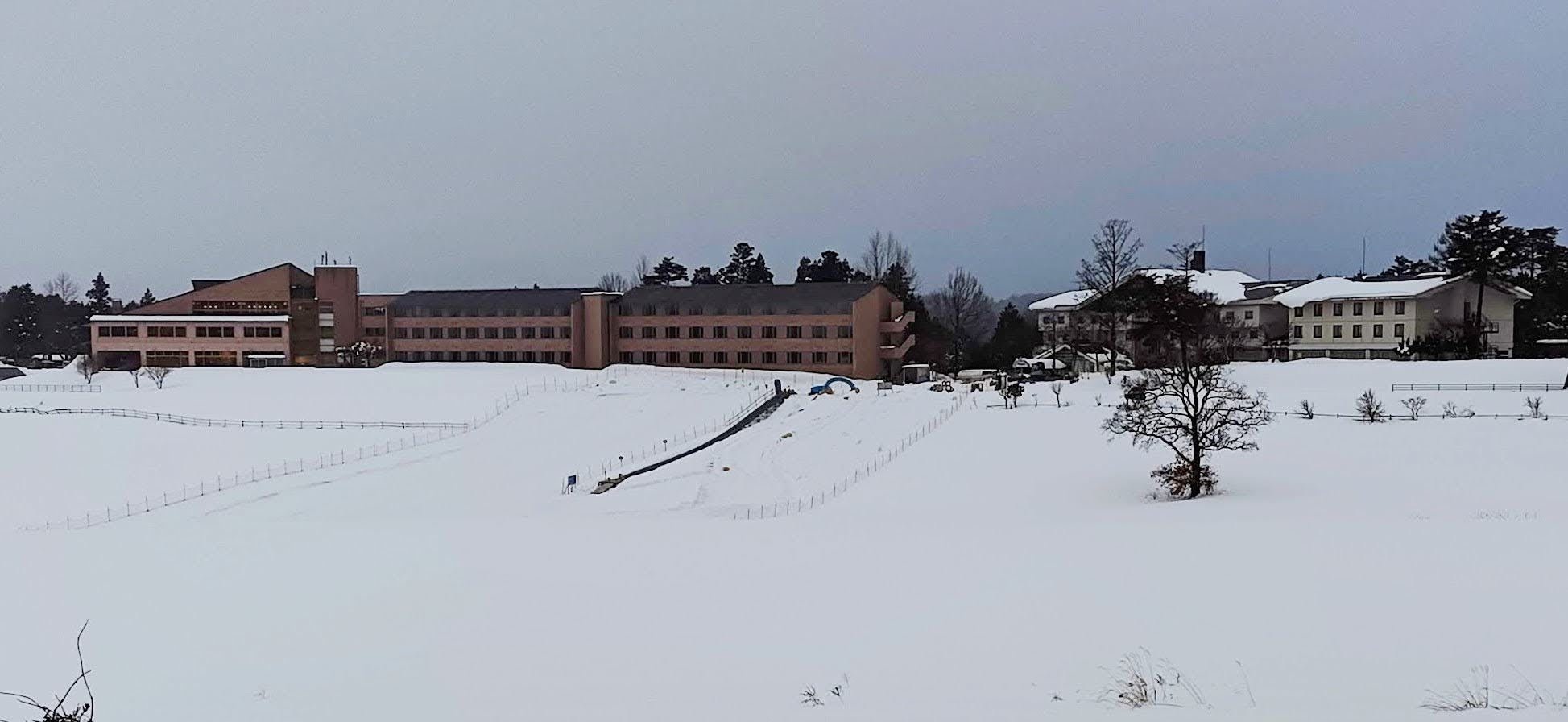
蒜山休暇村に設置された「ひるぜんキッズスノーパーク」

施設の老朽化などにより2016年に閉業した。営業期間は52年間であった。リフトやレストハウスは撤去され。2024年リフトや建物などの遺構は残されていない。駐車場は上蒜山への登山客向けの駐車場として使用されている。ゲレンデは百合原牧場の放牧地として利用されている。運営者の蒜山休暇村は、このスキー場閉鎖後にホテル前の緩斜面に上蒜山スノーパーク（その後ひるぜんキッズスノーパークに改称）を設置した。ベルトコンベア式のリフトを備える。

## 施設
- ペアリフト1本
- レストハウス（トイレ・食堂）80席
- 駐車場400台[1]

## アクセス
- 米子自動車道 蒜山ICより国道482号8km[1]。上蒜山登山口。